# Frauke Zipp
Frauke Zipp (* 1963 in Frankfurt am Main) ist eine deutsche Neurologin und Hochschullehrerin. Sie ist Professorin und Direktorin der Klinik und Poliklinik für Neurologie der Universitätsmedizin der Johannes Gutenberg-Universität Mainz.

## Werdegang
Frauke Zipp studierte von 1982 bis 1989 Medizin an der Johann Wolfgang Goethe-Universität in Frankfurt am Main und promovierte dort 1990 in Neuromorphologie. Von 1993 bis 1995 forschte sie als Postdoktorandin mit einem Stipendium der Deutschen Forschungsgemeinschaft und der Hertie-Stiftung in der Abteilung für Neuroimmunologie am Max-Planck-Institut für Psychiatrie in Martinsried. Anschließend wechselte sie als wissenschaftliche Mitarbeiterin an das Institut für Neurologie der Eberhard-Karls-Universität Tübingen. 1996 war sie Gastwissenschaftlerin an den National Institutes of Health in Maryland, USA.
Sie habilitierte sich 1998 in Tübingen und schloss die Facharztausbildung zur Neurologin ab. Von 1998 bis 2009 arbeitete sie an der Charité Berlin. Zuerst als Oberärztin der Neurologie, ab 2002 als Professorin für Neuroimmunologie und Leiterin des Instituts für Neuroimmunologie und ab 2006 als Leiterin der Cecilie-Vogt-Klinik. Seit 2009 hat sie eine Professur für Neurologie an der Johannes Gutenberg-Universität Mainz inne und ist Direktorin der Klinik für Neurologie der Universitätsmedizin Mainz.
Frauke Zipp ist Teil des Vorstands des Ärztlichen Beirats der Deutschen Multiple Sklerose Gesellschaft (DMSG) und wurde am 13. Juli 2011 als Mitglied in die Nationale Akademie der Wissenschaften Leopoldina aufgenommen.

## Forschung
Der Forschungsbereich von Zipp ist die Neuroimmunologie, das heißt entzündliche Erkrankungen des zentralen Nervensystems (ZNS). Ihr Fokus liegt dabei auf Multipler Sklerose (MS), einer Autoimmunerkrankung des ZNS, bei der Nervenzellen und andere Körperzellen durch körpereigenen Immunzellen angegriffen werden. Sie untersucht dabei, wie Immun- und Nervensystem bei diesen Erkrankungen zusammenspielen und welche Möglichkeiten der Immunregulation es gibt, um daraus Therapieansätze zu entwickeln. Daneben untersucht Zipp auch, mit welchen Biomarkern die MS-Erkrankung erfasst werden kann und welche genetischen Faktoren die Krankheit beeinflussen.

## Auszeichnungen
- 2005: Heinrich-Pette-Preis der Deutschen Gesellschaft für Neurologie.[6]
- 2011: Alexander Karl Förderpreis der Stiftung Tumorforschung Kopf-Hals für ihre Forschung an Glioblastomen[7]
- 2017: Mitglied der Academia Europaea

## Veröffentlichungen (Auswahl)
- The International Multiple Sclerosis Genetics Consortium & The Wellcome Trust Case Control Consortium 2: Genetic risk and a primary role for cell-mediated immune mechanisms in multiple sclerosis. In: Nature. Band 476, Nr. 7359, August 2011, ISSN 0028-0836, S. 214–219, doi:10.1038/nature10251, PMID 21833088, PMC 3182531 (freier Volltext) – (nature.com [abgerufen am 5. Januar 2020]).
- Frauke Zipp, Orhan Aktas: The brain as a target of inflammation: common pathways link inflammatory and neurodegenerative diseases. In: Trends in Neurosciences. Band 29, Nr. 9, 1. September 2006, ISSN 0166-2236, S. 518–527, doi:10.1016/j.tins.2006.07.006, PMID 16879881.
- Orhan Aktas, Timour Prozorovski, Alina Smorodchenko, Nicolai E. Savaskan, Roland Lauster: Green Tea Epigallocatechin-3-Gallate Mediates T Cellular NF-κB Inhibition and Exerts Neuroprotection in Autoimmune Encephalomyelitis. In: The Journal of Immunology. Band 173, Nr. 9, 1. November 2004, ISSN 0022-1767, S. 5794–5800, doi:10.4049/jimmunol.173.9.5794, PMID 15494532.